# ザ・キラーズ
ザ・キラーズ（The Killers）は、アメリカ・ラスベガス出身のロックバンドである。
キーボードやシンセサイザーを多用した口ずさみやすいニュー・ウェイヴ・サウンドを壮大に鳴らすバンド。ザ・ストロークスやザ・ホワイト・ストライプスと同じく、先にイギリスで人気に火がついて世界的ブレイクを果たしたアメリカのバンドである。先の二組と共に、イギリスで最も人気があるアメリカのバンドのひとつである。

## 略歴

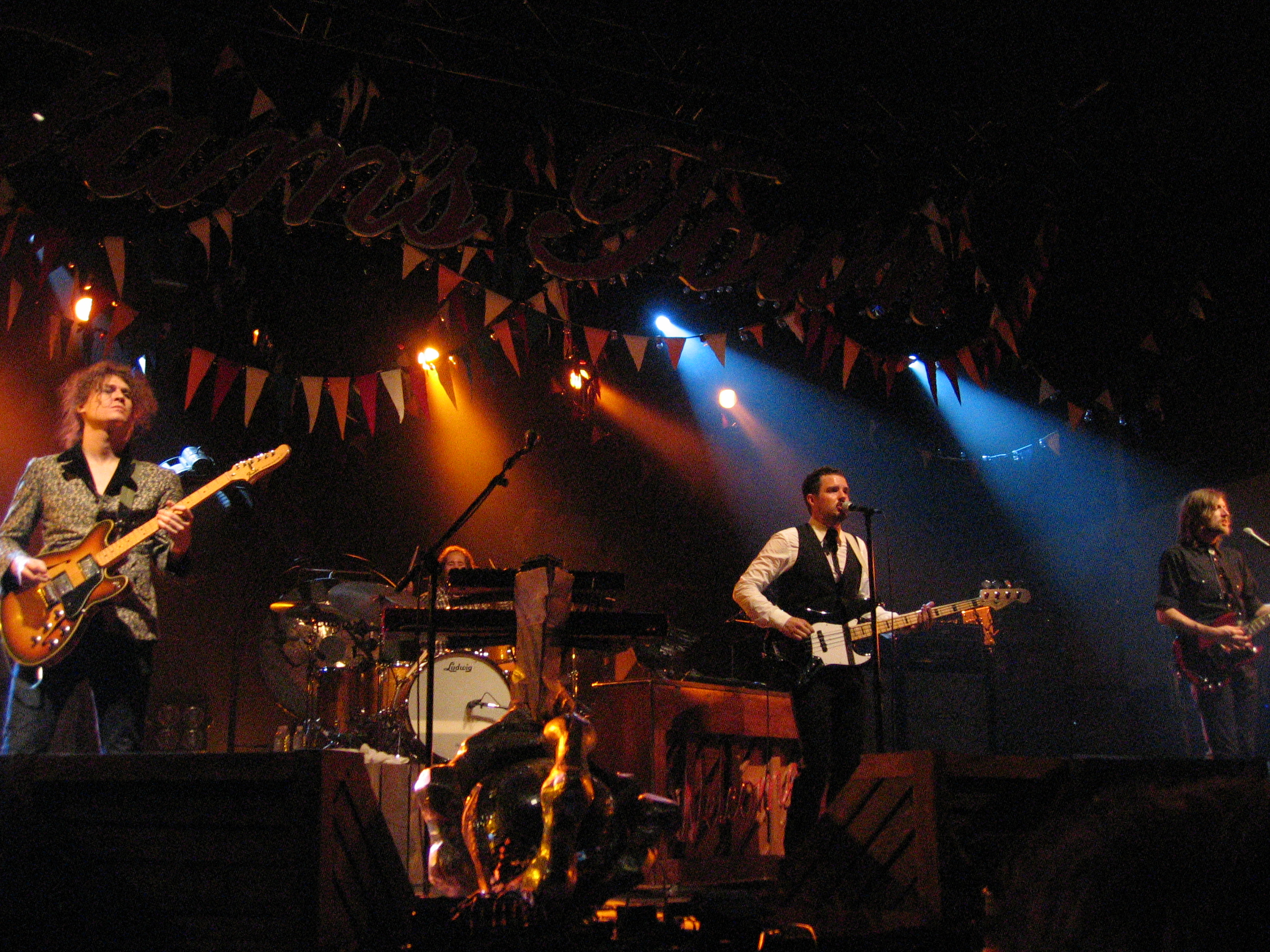
The Killers 2006年

バンド名は、ニュー・オーダーの『クリスタル』のミュージック・ビデオに登場する架空バンドの名前を拝借している。
2001年、デイヴィッドがメンバー募集告知をフリーペーパーに出し、ブランドンと出会う。後に、マーク、ロニーが加わる。
2003年にデビューを果たし、2004年にデビュー・アルバム『ホット・ファス』をリリースする。「ミスター・ブライトサイド」、「サムバディ・トールド・ミー」などのヒットシングルを生み、アルバムは全世界で合計700万枚を売り上げた。
2004年にはフジ・ロック・フェスティバルに出演した。
2005年、イギリスのグラストンベリー・フェスティバル (Glastonbury Festival) に出演する。当初ヘッドライナーに予定されていたカイリー・ミノーグが乳癌と診断され出演をキャンセルし、代わりにこの大役をオファーされる。しかし、まだバンドの活動期間が短いことや、アルバムを1枚しか発売していないことを考慮し、ヘッドライナーでの出演は辞退した。
2006年、セカンドアルバム『サムズ・タウン』を発表し、『ボーンズ』のミュージック･ビデオをティム・バートンが監督。出演者も『シン・シティ』のデヴォン青木などが出演し、豪華なミュージック･ビデオになっている。

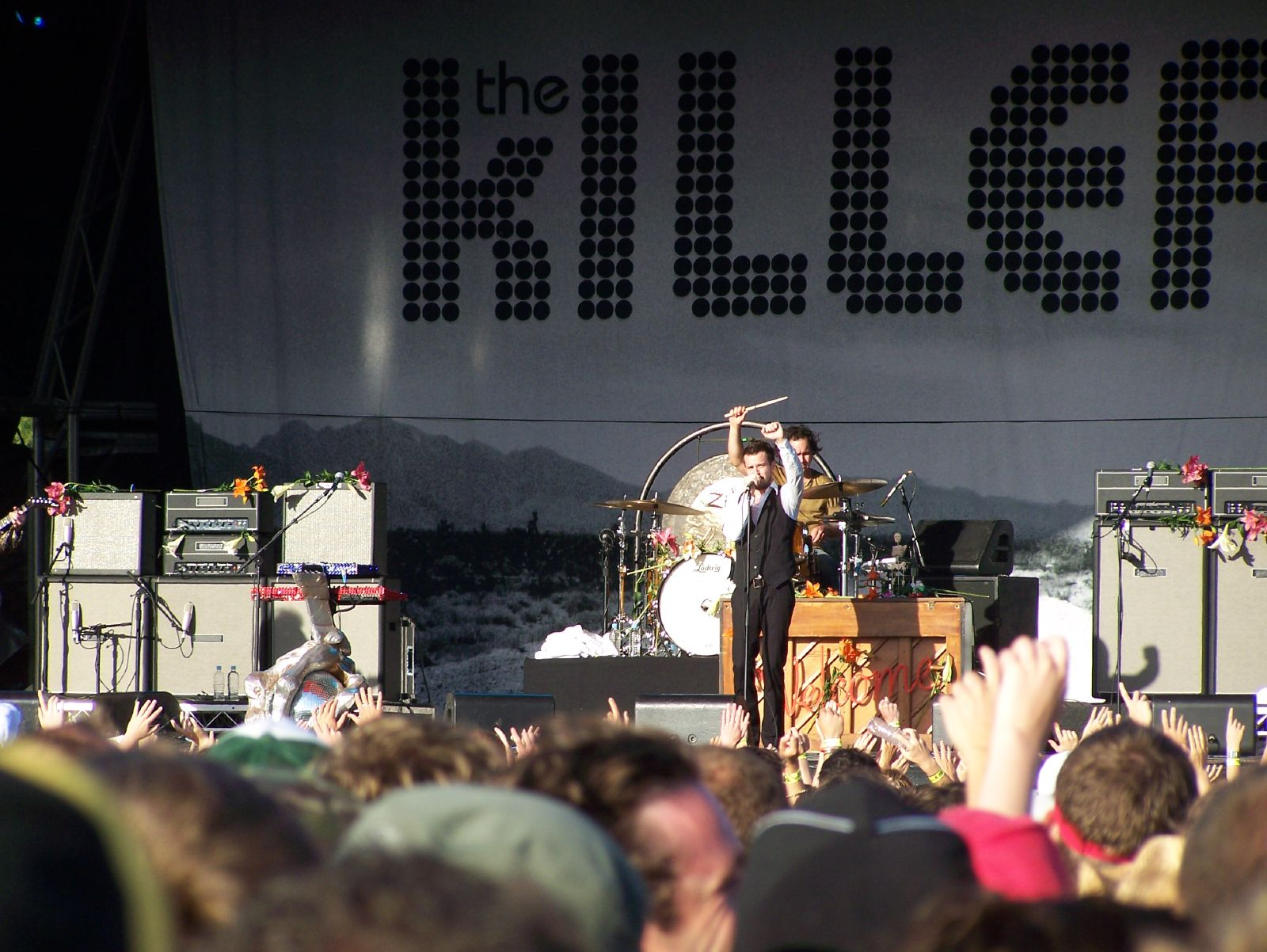
The Killers 2007年

2007年、『リード・マイ・マインド』のミュージック・ビデオは、東京を舞台にしており、ガチャピン、森泰仁が出演している。同年にコンピレーション・アルバム『ソーダスト』を発表し、グラストンベリー・フェスティバルでヘッドライナー出演を果たした。
2008年、サードアルバム『デイ&エイジ』 を発表した。
2009年、ヘッドライナーとしてコーチェラ・フェスティバルに出演した。
2012年、フォースアルバム『バトル・ボーン』 を発表。
2013にはウェンブリー・スタジアムでのライブを成功させる。同年10月には6年ぶりとなる来日公演も果たした。
2016年、5月24日にベースのマーク・ストーマーが期限を定めず休暇を取ることが公式に発表された。
2017年、5作目のアルバム『ワンダフル・ワンダフル』を発表。バンド初となる全米1位、デビューアルバムから5作連続となる全英1位を記録した。
2018年、9月12日に日本武道館で来日公演を行った。
2020年、6作目のアルバム『インプローディング・ザ・ミラージュ』（Imploding the Mirage）をリリースする。全英1位を記録。
2021年、7作目のアルバム『プレッシャー・マシーン』（Pressure Machine）をリリースした。今作からギターのデイヴィッドが復帰。
2024年、ヘッドライナーとしてフジ・ロック・フェスティバルに20年ぶりに出演。LiveはAmazon prime videoでリアルタイム配信された。(当初はSZAがヘッドライナーを務める予定だったが、アーティストの都合により出演をキャンセルしている)

## エピソード
フロントマンのフラワーズが、フォール・アウト・ボーイ、パニック!アット・ザ・ディスコをはじめとするエモ、ポップ・パンク・バンドを批判している。また、ザ・ブレイヴリーについても批判している。※これらのコメントについては彼は後に謝罪をしている。
レッド・ツェッペリンとニルヴァーナに関しては、「王座から引きずりおろしたい」とフラワーズはコメントしている。

## メンバー
現メンバー
- ブランドン・フラワーズ（Brandon Flowers） / ボーカル・キーボード（2001年 - ）
- デイヴィッド・キューニング（David Keuning） / ギター（2001年 - 2017, 2020年 - ）
- ロニー・ヴァヌッチィ（Ronnie Vannucci） / ドラムス（2002年 - ）
- マーク・ストーマー（Mark Stoermer） / ベース（2002年 - ）

旧メンバー
- デル・ニール（Dell Neal） / ドラムス（2001年 - 2002年）
- マット・ノークロス（Matt Norcross） / ドラムス（2002年 - ）
- ブライアン・ヘイヴンズ（Brian Havens） / ドラムス（2001年 - 2002年）

## ディスコグラフィ
発売日は、アメリカにおいての発売日である。「US」や「UK」は、各国におけるチャートの最高位を示している。

### オリジナル・アルバム
| - | 発売日         | アルバム                                                | US | UK |
| - | -------------- | ------------------------------------------------------- | -- | -- |
| 1 | 2004年6月7日   | ホット・ファス Hot Fuss                                 | 7  | 1  |
| 2 | 2006年10月3日  | サムズ・タウン Sam's Town                               | 2  | 1  |
| 3 | 2008年11月24日 | デイ&エイジ Day & Age                                   | 6  | 1  |
| 4 | 2012年9月18日  | バトル・ボーン Battle Born                              | 3  | 1  |
| 5 | 2017年9月22日  | ワンダフル・ワンダフル Wonderful Wonderful              | 1  | 1  |
| 6 | 2020年8月21日  | インプローディング・ザ・ミラージュ Imploding The Mirage | 8  | 1  |
| 7 | 2021年8月13日  | プレッシャー・マシーン Pressure Machine                 | 9  | 1  |

### シングル
| 年   | 曲                                                                     | 最高位 | 最高位  | 最高位 | 最高位 | 最高位 | 最高位 | 最高位 | 最高位 | 最高位 | 最高位 | 収録アルバム         |
| 年   | 曲                                                                     | US     | US Alt. | AUS    | CAN    | GER    | IRE    | NLD    | NZ     | SWI    | UK     | 収録アルバム         |
| ---- | ---------------------------------------------------------------------- | ------ | ------- | ------ | ------ | ------ | ------ | ------ | ------ | ------ | ------ | -------------------- |
| 2004 | "Somebody Told Me"                                                     | 51     | 3       | 17     | —      | —      | 9      | 41     | —      | 16     | 3      | ホット・ファス       |
| 2004 | "Mr. Brightside"                                                       | 10     | 3       | 29     | —      | 60     | —      | —      | 15     | —      | 10     | ホット・ファス       |
| 2004 | "All These Things That I've Done"                                      | 74     | 10      | 42     | —      | —      | 46     | 66     | 36     | —      | 18     | ホット・ファス       |
| 2005 | "Smile Like You Mean It"                                               | —      | 15      | 47     | —      | —      | 20     | —      | —      | —      | 11     | ホット・ファス       |
| 2006 | "When You Were Young"                                                  | 14     | 1       | 10     | 1      | 44     | 6      | 25     | 10     | 56     | 2      | サムズ・タウン       |
| 2006 | "Bones"                                                                | —      | 21      | 22     | —      | 88     | 24     | —      | 16     | —      | 15     | サムズ・タウン       |
| 2006 | "A Great Big Sled" (feat. Toni Halliday)                               | 54     | —       | —      | —      | —      | —      | —      | —      | —      | —      | クリスマス・シングル |
| 2007 | "Read My Mind"                                                         | 62     | 8       | 32     | 39     | 60     | 18     | 95     | 20     | —      | 15     | サムズ・タウン       |
| 2007 | "For Reasons Unknown"                                                  | —      | —       | —      | —      | —      | —      | —      | —      | —      | 53     | サムズ・タウン       |
| 2007 | "Shadowplay"                                                           | 68     | 19      | —      | 49     | —      | —      | —      | —      | —      | 115    | Sawdust              |
| 2007 | "Tranquilize" (feat. ルー・リード)                                     | —      | —       | 84     | 59     | —      | —      | —      | —      | —      | 13     | Sawdust              |
| 2007 | "Don't Shoot Me Santa"                                                 | 108    | —       | 23     | —      | —      | 49     | —      | —      | —      | 34     | クリスマス・シングル |
| 2008 | "Human"                                                                | 32     | 6       | 28     | 9      | 4      | 4      | 2      | 17     | 7      | 3      | デイ&エイジ          |
| 2008 | "Spaceman"                                                             | 67     | 8       | 62     | 47     | 29     | 33     | 22     | —      | 89     | 40     | デイ&エイジ          |
| 2008 | "Joseph, Better You Than Me" (feat. エルトン・ジョン and Neil Tennant) | —      | —       | —      | 43     | —      | —      | —      | —      | —      | 88     | クリスマス・シングル |
| 2009 | "The World We Live In"                                                 | —      | —       | —      | —      | —      | —      | 42     | —      | —      | 82     | デイ&エイジ          |
| 2009 | "A Dustland Fairytale"                                                 | —      | 36      | —      | —      | —      | —      | —      | —      | —      | 137    | デイ&エイジ          |
| 2009 | "¡Happy Birthday Guadalupe!" (feat. Wild Light and The Bronx)          | —      | —       | —      | 10     | 98     | —      | —      | —      | —      | 110    | クリスマス・シングル |
| 2010 | "Boots"                                                                | 79     | —       | —      | 73     | —      | —      | —      | —      | —      | 53     | クリスマス・シングル |
| 2011 | "The Cowboys' Christmas Ball"                                          | —      | —       | —      | —      | —      | —      | —      | —      | —      | 112    | クリスマス・シングル |
| 2012 | "Runaways"                                                             | 78     | 7       | 67     | 37     | 44     | 13     | 34     | —      | —      | 18     | バトル・ボーン       |
| 2012 | "Miss Atomic Bomb"                                                     | —      | 23      | —      | —      | —      | —      | —      | —      | —      | —      | バトル・ボーン       |
| 2012 | "I Feel It in My Bones"                                                | —      | —       | —      | —      | —      | —      | —      | —      | —      | 70     | クリスマス・シングル |
| 2012 | "Here with Me"                                                         | 119    | —       | —      | 88     | —      | —      | —      | —      | —      | —      | バトル・ボーン       |
| 2013 | "Shot at the Night"                                                    | —      | 28      | —      | —      | —      | —      | —      | —      | —      | —      | ダイレクト・ヒッツ   |

### コンピレーション・アルバム
- ソーダスト Sawdust (2007年)  ※シングルB面などアルバム未収録曲を収録。 全米12位、全英7位
- ダイレクト・ヒッツ Direct Hits (2013年)  ベストアルバム ※新曲2曲を収録
- レベル・ダイヤモンズ Rebel Diamonds (2023年)  ベストアルバム ※新曲1曲、アルバム未収録曲2曲を収録

### クリスマス・シングル
- "A Great Big Sled" (2006年)
- "Don't Shoot Me Santa" (2007年)
- "Joseph, Better You Than Me" (2008年)
- "¡Happy Birthday Guadalupe!" (2009年)
- "Boots" (2010年)
- "The Cowboys' Christmas Ball" (2011年)
- "I Feel It in My Bones" (2012年)
- "Christmas in L.A." (2013年)
- "Joel the Lump of Coal" (2014年)

## 日本公演
- 2004年 (Hot Fuss Tour)
  - 7月30日　新潟・苗場スキー場@フジロック・フェスティバル
- 2005年 (Hot Fuss Tour)
  - 3月6日　名古屋CLUB QUATTRO
  - 3月8日　広島CLUB QUATTRO
  - 3月9日　大阪・心斎橋CLUB QUATTRO
  - 3月10日　東京・LIQUIDROOM
- 2007年 (Sam's Town Tour)
  - 1月13日　Zepp Tokyo
  - 1月14日　名古屋・CLUB DIAMOND HALL
  - 1月15日　大阪・なんばHatch
- 2013年 (Battle Born World Tour)
  - 10月8日　東京・STUDIO COAST
  - 10月9日　東京・ディファ有明
- 2018年 (Wonderful Wonderful World Tour)
  - 9月12日    東京・日本武道館
- 2024年
  - 7月26日　新潟・苗場スキー場@フジロック・フェスティバル(グリーンステージ)